# (535017) 2014 WY508
(535017) 2014 WY508 est un objet transneptunien, également classé comme centaure, d'environ 150 km de diamètre.